# Montego Bay
Montego Bay er en by i det nordvestlige Jamaica, med et indbyggertal (pr. 2001) på cirka 96.000. Byen ligger på kysten til det Caribiske hav og er blandt andet hjemsted for Jamaicas største lufthavn.